# Diocesi di Hdatta
La diocesi di Hdatta (o Haditha) è un'antica sede della Chiesa d'Oriente, suffraganea dell'arcidiocesi di Arbela, attestata dal VI all'XI secolo.

## Storia
Hdatta, o Haditha, è una città posta sulla riva orientale del Tigri, non molto lontano dalla sua confluenza con il Grande Zab. La città conobbe un'importante fioritura nell'ultimo periodo dell'impero sasanide e durante la prima parte del califfato abbaside. Con la riforma amministrativa dell'impero, voluta da Cosroe I (531-579), Hdatta divenne capoluogo del distretto omonimo, chiamato Arḍ al-Mawṣil nella successiva epoca araba.
È in questo contesto di riforma statuale che la città di Hdatta divenne sede di una diocesi della Chiesa persiana, anche per contrastare l'attività missionaria, esercitata nel nord della Mesopotamia, dalla Chiesa ortodossa siriaca. Nella documentazione sinodale è già attestata nel 554, nel concilio indetto dal patriarca Giuseppe, una diocesi di nome Maḥozē Ḥedata; malgrado l'omonimia, questa sede non può essere identificata con quella di Hdatta/Haditha.
Secondo la Cronaca di Seert, Hdatta/Haditha fu provvista di un vescovo di nome Tito durante il patriarcato di Mar Ishoʿyahb I, ossia tra il 581 e il 596. Ishodenah di Basra invece, nel libro conosciuto come Liber castitatis, attribuisce la nomina di questo vescovo al predecessore di Isho-Yahb, Mar Ezechiele (570-581). Queste due fonti sembrano riconoscere al catholicos la volontà diretta di fondare una diocesi ex novo, con territorio ricavato da quello della sede metropolitana di Arbela.
Tra i vescovi noti di Hdatta/Haditha, sono da menzionare Abramo di Marga, che nell'837 divenne patriarca della Chiesa d'Oriente; e Ishodad di Merv, importante autore ecclesiastico di commentari biblici in lingua siriaca, considerato «l'un des plus importants exégètes bibliques de l'Église d'Orient». L'ultimo vescovo conosciuto è ʿAbdishoʿ, che prese parte alla consacrazione del patriarca Makkikha I nel 1092. La diocesi è ancora menzionata agli inizi del XIV secolo; in seguito scompare dalla geografia ecclesiastica della Mesopotamia, probabilmente a causa delle distruzioni operate da Tamerlano.

## Cronotassi dei vescovi
- Tito † (seconda metà del VI secolo)
- Simone † (menzionato nel 780)
- Abramo di Marga † (? - 837 eletto patriarca della Chiesa d'Oriente)
- Ishodad di Merv † (menzionato nell'850 circa)
- Ishoʿyahb † (? - circa 987/999 nominato metropolita di Mosul[11])
- Anonimo † (menzionato nel 1074)
- Davide † (? - circa 1074/1090 nominato metropolita di Kirkuk)
- ʿAbdishoʿ † (menzionato nel 1092)